# Evert ten Ham
Evert ten Ham (Ede, 17 december 1961) is een Nederlandse presentator en media-ondernemer. Van 1 september 2007 tot januari 2011 was hij directeur van de christelijke radiozender Groot Nieuws Radio. Van oktober 2011 tot juli 2014 presenteerde hij het ochtendprogramma Café Tinto op de televisiezender Family7. Ook is hij producent van korte speelfilms.

## Biografie
Ten Ham presenteerde sinds 1984 radioprogramma's, voornamelijk voor de Evangelische Omroep (EO), maar ook presenteerde hij van 1987 tot 1990 Meer dan muziek, een religieus muziekprogramma voor de AVRO. Daarnaast sprak hij van 1993 tot 2004 voor televisie documentaires en reportages in, vooral voor 2Vandaag en Antenne. Ook hield hij zich bezig met regiewerkzaamheden (Radio 2 en ZvK), muziek samenstellen, ontwikkelen van campagnes en brainstormsessies.
Voor de EO was hij tot 2007 radiopresentator, bijvoorbeeld voor De Nachten op Radio 1 en Spoor 7 op 3FM. In 2006 nam hij de presentatie van De Randen van de Nacht van Bart Bazuin over. Van 2005 tot 2007 presenteerde hij ook het programma Wereldnet van de VPRO/Radio Nederland Wereldomroep. Per 30 september 2007 was hij eindverantwoordelijk voor Groot Nieuws Radio (GNR), dat hij oprichtte en waar hij zelf ook programma's presenteerde. In januari 2011 moest hij GNR echter verlaten wegens een conflict met het bestuur, waarna hij bij Family7 aan de slag ging. Hier presenteerde hij tussen 2011 en 2015 het dagelijkse ochtendprogramma Café Tinto. Sinds 2015 presenteert hij In Gesprek op 7, een live- en interactief praatprogramma op de zondagavond. Ook maakt hij programma's voor het aan Family7 gelieerde christelijke radiostation Bright FM.
Ten Ham is eigenaar van het audiovisuele bedrijf THP Beeld en Geluid, voorheen Ten Ham Producties. Na zijn vertrek bij GNR werd hij partner bij EenNieuweKijk, een productiehuis voor korte speelfilms. In 2013 leverde hij bijdragen aan radioprogramma's van de EO en vanaf 2014 voor Bright FM.
In het verleden heeft hij het tienerblad HebbeZ! opgericht. HebbeZ! verschijnt tegenwoordig onder de naam Identity.
Ook heeft hij tien jaar alle verkoopcijfers verzameld om de Nederlandse Gospeltop 10 samen te stellen. Deze lijst werd onder andere gepubliceerd in het hitlijstenmagazine MegaCharts. Het radiovakblad Gospelcharts! heeft gedurende elf jaar zo'n honderd lokale radiostations maandelijks voorzien van informatie en veel kant-en-klaar bruikbare interviews met honderden gospelartiesten. Gospelcharts! is tegenwoordig onderdeel van het muziektijdschrift Bottomline.